# 秋吉敦貴
秋吉 敦貴（あきよし あつき、1979年 - ）は、日本の小説家。

## 経歴・人物
茨城県生まれ。職を転々としながら、小説の執筆に取り組む。2015年、「明け方の家」（「ルーさん」より改題）で新潮社が主催する第14回女による女のためのR-18文学賞（大賞・友近賞）を受賞する（読者賞は、小林早代子の「くたばれ地下アイドル」）。選考委員の三浦しをんは、「荒削りな部分はあるが、とても情熱が感じられる作品」と評価している。好きな作家として、太宰治、アリス・マンロー、三浦しをん、古川日出男を挙げている。趣味は料理、園芸、水がきれいな場所に行くこと。茨城県在住。

## 作品リスト

### 単行本未収録短編
- 明け方の家（『yom yom』2015年春号）
- 春に放つ（『小説新潮』2015年12月号）